# میانوند
میانوند (به انگلیسی: infix) وندی است که به میان ریشه یا ستاک افزوده می‌شود. فرایند میانوندافزایی در زبان‌های اروپایی امروزی دیده نشده‌است؛ اما چنین فرآیندی را می‌توان در زبان‌های آسیایی، زبان‌های بومیان آمریکا و زبان‌های آفریقایی مشاهده کرد.

## میانوند در زبان‌های جهان

### زبان نوچانولت
در زبان نوچانولت که یکی از زبان‌های بومیان آمریکا است، فرایند میانوندافزایی را می‌توان مشاهده کرد:
- t'an'a (بچه) t'atna'a (بچه‌ها)
- ha?um (ماهی) hat?um (ماهی‌ها)
- lim'aqsti (ذهن) litm'aqsti (ذهن‌ها)
- tlaa?uu?i (آن دیگری) tlaat?uu?i (آن دیگران)

### زبان انگلیسی
علیرغم اینکه در زبان انگلیسی میانوند وجود ندارد، برخی محققان نوعی از کاربرد زبانی را در این زبان، میانوند به‌شمار می‌آورند:
- Kalamazoo (نام مکان) Kalama-goddamn-zoo
- instantiate (مثال زدن) in-fuckin-stantiate
- Kangaroo (کانگورو) kanga-bloody-roo
- impossible (غیرممکن) in-fuckin-possible
- guarantee (گارانتی) guaran-friggin-tee

### در زبان‌های هندواروپایی
با اینکه میانوند امروزه در زبان‌های اروپایی به کار نمی‌رود، در زبان‌های باستانی اروپایی، چنین کاربردی را می‌توان مشاهده کرد. در زمان حال در برخی زبانهای هندواروپایی یک میانوند خیشومی (m, n) به ریشه افزوده می‌شود.
- لاتین،[۵] vincō
- یونانی باستان[۶] lambánō

### زبان فارسی
میانوند در واژه‌هایی مانند سراسر، دمادم و برابر، «ا» که در میان این واژه‌ها وجود دارد، به‌شمار می‌رود.[نیازمند منبع] 
یا رو به رو، تو در تو، مو به مو
یا آموزش و پرورش، جست و جو، رفت و رو
```
تبدیل مصدر فعل لازم به مصدر فعل متعدی هم با کاربرد میانوند انجام می‌شود؛ با این ویژگی که یک یا چند حرف مصدر فعل لازم برداشته می‌شود تا با گذاشتن میانوند به جای آن، مصدر فعل متعدی بدست آید. برای مثال، پراندن از پریدن، ترساندن از ترسیدن و نشاندن از نشستن. در این چند مثال، به ترتیب، حرف ی، ی و س از مصدر فعل لازم برداشته شده و به جای آن، میانوند آن گذاشته شده است.
```